# 丙二醛
丙二醛，简称MDA，是一种有机化合物，化学式 CH2(CHO)2。它是一种无色液体，反应性极高，通常以烯醇式存在。

## 结构和制备
丙二醛通常以烯醇式存在：
CH2(CHO)2  →  HOC(H)=CH-CHO
在实验室中，丙二醛可以由对应的缩醛1,1,3,3-四甲氧基丙烷水解而成。与丙二醛不同，这种缩醛是稳定，可商购的。

## 生物合成和反应性
丙二醛可以由脂肪的脂质过氧化而成。它是血栓素A2的合成中的重要产物，其中环加氧酶1或环加氧酶2通过血小板和一系列其他细胞和组织，将花生四烯酸代谢成前列腺素H2。前列腺素H2再被血栓烷合成酶进一步代谢为血栓素A2、12-羟基十七碳三烯酸和丙二醛。
活性氧类会降解脂肪，形成丙二醛。这种醛具有高反应性，是许多反应性亲电试剂之一，可在细胞中引起毒性应激并形成称为高级脂肪氧化终产物 (ALE) 的共价蛋白质加合物，类似于高级糖化终产物(AGE)。这种醛的产生可用来测量生物的氧化应激水平。
丙二醛会和DNA中的脱氧腺苷和脱氧鸟苷反应，形成DNA加合物，主要会产生突变原M1G。精氨酸的胍基会与丙二醛缩合，得到2-氨基嘧啶。

### 分析
丙二醛和其它硫代巴比妥酸反应性物质 (TBARS) 会与两倍的硫代巴比妥酸缩合，生成可通过分光光度法测定的荧光红色衍生物。  1-甲基-2-苯基吲哚是另一种更具选择性的试剂。

## 危险性和病理学
丙二醛具有高反应性，有潜在的致突变性。 它被发现存在于加热的食用油中，例如向日葵油和棕榈油。
根据一项研究，患有圆锥角膜和大疱性角膜病变的患者的角膜中，丙二醛的水平升高了。丙二醛也可以在骨关节炎患者的关节组织切片中找到。
在评估精子中的膜损伤时，也可以考虑丙二醛的水平（脂质过氧化的标志）。这是至关重要的，因为氧化应激通过改变膜流动性、渗透性和损害精子功能来影响精子功能。